# Ваефар
Ваефар (д/н — бл. 573) — герцог Алеманії в 565—573 роках.

## Життєпис
Можливо був сином алеманського герцога Магнахара. Після смерті останнього близько 565 року стає новим правителем Алеманії під зверхністю франків. Конфлікти між франкськими королями призвели до розділу Алеманії, з якої 570 року виокремлено частину, де правив герцог Леутфред I. Таким чином володіння Ваефара скоротилися.
З 568 року Ваефар брав участь у боротьбі франкських королів Сігіберта I, Гунтрамна і Хільперіка I за Нейстрію. В цій війні, ймовірно, загинув близько 573 року. Його наступником став Теодефрід.